# Proculejus ganglbaueri
Proculejus ganglbaueri is een keversoort uit de familie Passalidae. De wetenschappelijke naam van de soort is voor het eerst geldig gepubliceerd in 1896 door Kuwert.